# San Roque (Francisco de Moure)
San Roque es una obra realizada por Francisco de Moure en 1598. Está ubicada en la Catedral de Orense (Galicia, España).

## Historia

### Imagen
La imagen fue elaborada por Francisco de Moure tras haber trabajado en el taller de Alonso Martínez Montánchez, con quien se formó de 1594 a 1597. La Cofradía de San Roque, con sede en la Catedral de Orense, comisionó la talla al escultor en 1598, siendo este el primer encargo de Moure como artista independiente, el cual ejecutó posiblemente antes de obtener el título de maestro, otorgado al artista a finales de ese año. Pese a que el contrato para la hechura de la imagen no ha llegado a nuestros días, se sabe que la misma debía estar terminada para el 8 de noviembre de 1598, fecha en que la cofradía contrató la policromía de la obra con Manuel de Abelar ante el notario Francisco Fernández:

En la ciudad de Orense [...] parecieron presentes Pedro Rodríguez de Tarrio, vecino de dicha ciudad, mayordomo de la Cofradía del Señor San Roque que nuevamente se instituye en ella, de una parte y Manuel Dabelar pintor, vecino asimismo de la dicha ciudad y se concertaron [...] en que el dicho Manuel Dabelar tomó a su cargo y se obligó pintar la figura de bulto del Señor San Roque que hizo Francisco de Moure escultor para la dicha Cofradía, la cual ha de pintar toda ella por delante y detrás estofado sobre oro por la traza y manera, con la orden y tan costosa como está la figura del Señor San Diego del Monasterio de San Francisco desta ciudad, y de tan finas y buenas colores como las figuras del retablo de la Capilla del Cardenal Fevos Rodríguez y a vista y contento de Gregorio Pérez de Aguiar aguacil desta ciudad y la dará pintado y acabado en todo el mes de noviembre deste presente año y asimismo ha de pintar la repisa en que ha de asentarse la dicha figura y esta será lisa. Y por todo ello el dicho Pedro Rodríguez de Tarrio le ha de dar y pagar doce ducados de a once reales por ducado [...] y para lo cumplir dió juntamente consigo por su fiador al dicho Francisco de Moure, el cual que presente estaba le dijo salía y salió por su fiador [...] testigos Pedro de Lemos, escribano y Fernando de Malburgo [...].: 85–86 

Del siguiente extracto del contrato se deduce que para entonces Abelar debía de ser un hombre de edad avanzada y delicado estado de salud:

[...] y el dicho Manuel Dabelar puso por condición que si no se diese acabada la dicha obra dentro del dicho tiempo, el dicho Pedro Rodríguez de Tarrio traiga otro oficial a su costa le pague lo que tasaren dos oficiales [...].: 319 

Colocada la imagen actualmente en un retablo churrigueresco obra de Francisco de Castro Canseco en el primer cuarto del siglo xviii,: 87  del que es titular junto con una talla anónima de San Sebastián, consta la ofrenda a la catedral en 1844 de otra imagen del santo por parte de un canónigo, talla que por el hecho de existir ya la de Moure (de calidad muy superior) sería conducida a la cercana Iglesia de Santa María Madre, conservándose desde 1923 en el obispado. Según consta en el acta capitular del 3 de junio de 1844:

Se trató de la colocación de la imagen de San Roque que el difunto señor Seijas encargó y donó a esta Santa Iglesia y por cuanto hay otra imagen de mayor mérito artístico en la catedral en altar titulado a su nombre y la nueva no corresponde o no debió corresponder a la intención y deseo del donante que se había propuesto donar una imagen de mayor mérito que la que hizo se acordó que se coloque en la sacristía de la Iglesia de Santa María la Madre y se den las gracias al señor Lectoral como testamentario del donante a quien además se le encomendará a Dios por su celo religioso y deseo manifestado de regalar una cosa buena a la Iglesia.

### Devoción

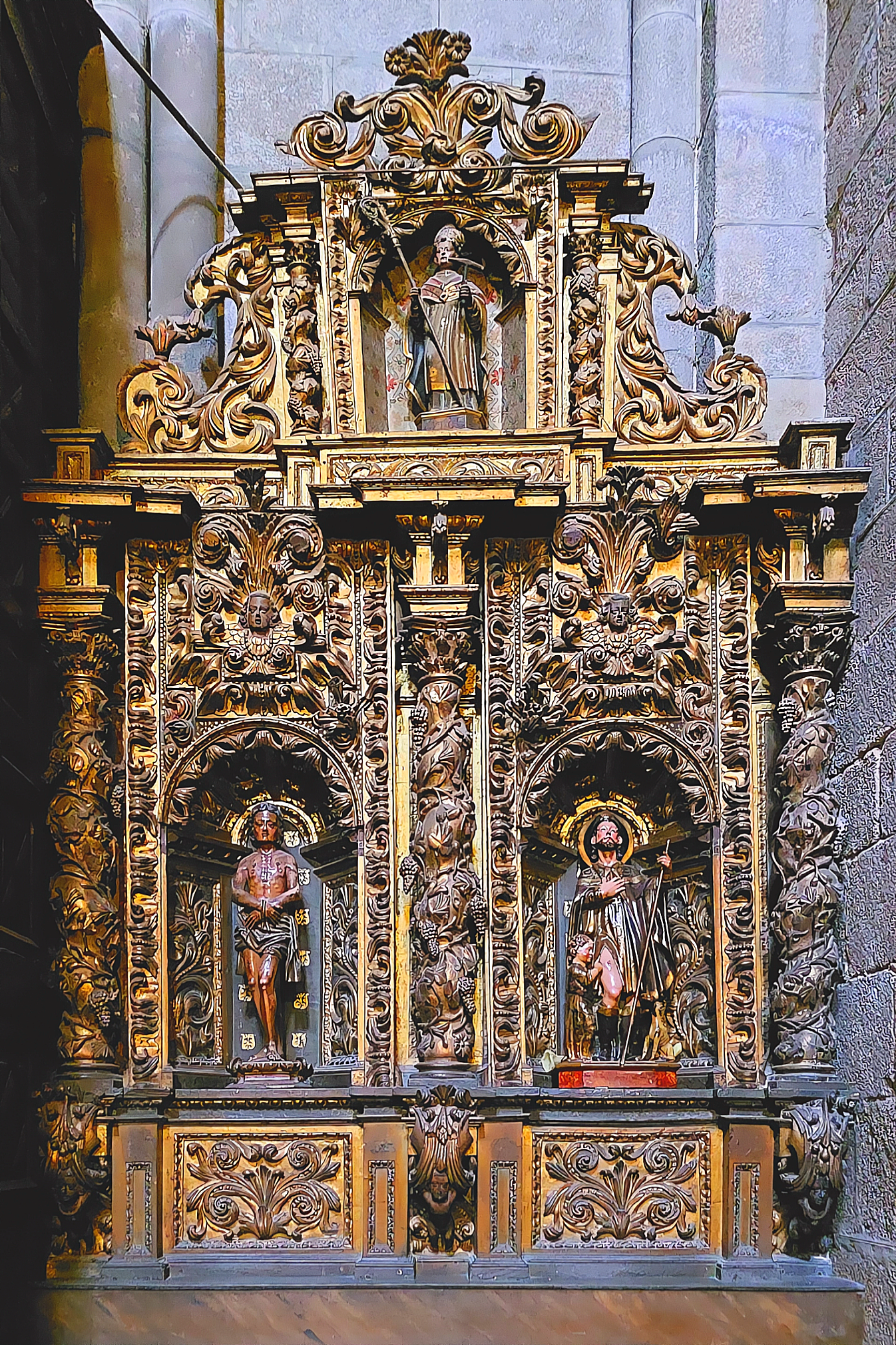
Retablo de San Sebastián y San Roque (primer cuarto del siglo), por Francisco de Castro Canseco. Catedral de Orense.

Pese a que la devoción a San Roque en Orense se remonta al siglo xvi, su culto empezó a adquirir mayor importancia en el siglo xvii, cuando en 1679 se sacó la imagen en procesión y se pidió su intercesión frente a una epidemia de peste que estaba asolando la región, convirtiéndose en «santo protector de la ciudad en tiempos de pestes y males», aunque ya a principios de siglo se realizaban en la plaza mayor comedias teatrales y corridas de toros en su honor. Hasta el siglo xx las fiestas de San Roque fueron las más populares de la ciudad, si bien su culto empezó a decaer a medida que se producían avances en la medicina, lo que provocó que se dejase de pedir su intercesión para la cura de enfermedades (ya en 1901 las fiestas de San Roque habían dejado de ser las principales de Orense en favor de las celebradas por el Corpus Christi). Además de la cofradía, el santo contaba con un hospital fundado por el obispo Francisco Blanco de Salcedo entre 1560 y 1561 el cual estaba emplazado en la Huerta del Concejo (actual Alameda de Abajo). Este hospital, dotado con una pequeña capilla, cayó en decadencia a causa de la desamortización, desapareciendo tras su derribo en 1927 (solo se conserva la puerta de entrada, ubicada desde 1917 entre la plaza de la Trinidad y el atrio de la Iglesia de la Santísima Trinidad). Así mismo, destaca la construcción en el siglo xvi de una capilla dedicada al santo en el barrio orensano de Mende (existente hoy día) y la fundación en 1687 de capellanías en el espacio donde se halla el actual retablo que cobija la imagen de Moure:

En este altar, Ana López y su marido Pascual Sánchez, notario de poyo y escribano de número que fué de esta ciudad, fundaron las capellanías del Espíritu Santo, Santa Ana y San Roque, por su testamento y codicilo de 24 y 26 de Noviembre de 1687, ante el escribano Antonio Soutullo.: 117–118 

#### Cofradía
El 13 de agosto de 1598, Pedro Rodríguez de Tarrio, Juan No de Espinosa, Baltasar de Randín, Bastián González del Río, Antonio Sánchez de Castro, Pedro Vázquez (bachiller), Ares No (procurador), Juan Sotelo, Juan de Prado Montenegro, Juan López de Banga y otros se comprometieron a dar limosna y rogaron a San Roque que intercediese para poner fin a la peste que entonces asolaba la región, convirtiéndose Tarrio en el primer mayordomo, cargo que repetiría. Por su parte, el concejo de la ciudad declararía la cofradía votiva a perpetuidad el 8 de julio de 1645, mientras que en 1677 se procedería a renovar con carácter oficial el voto a San Roque, declarándose por orden real su festividad como «día de fiesta de guardar».: 86–87  La cofradía fue fundada probablemente con motivo de la construcción del hospital, si bien la sede se estableció en la catedral; su importancia aumentó al punto de que tanto esta como la Cofradía de Santa María Madre terminarían por ser las más relevantes de toda la ciudad en detrimento de la Cofradía del Santo Cristo. Tal y como consta en una visita efectuada en 1618:

Ay otra cofradía de toda la ciudad que dicen de San Roque. Y se celebra con gran fiesta su día, tiene capellán y misa en su fiesta con vísperas cantadas y misa y procesión y va el Cabildo al Hospital. A ninguna de estas cofradías se le pide cuenta porque no hay de que tomársela que solo tienen de petitorios y limosna que juntan y son obligadas a regocijar las fiestas del Corpus cada una con una danza en que se gasta lo que sacan de limosna y mucho más. Van a las procesiones generales cuando sale el Cabildo con cruz y pendones cuando son llamados.

#### Festejos
En lo relativo a las festividades, la cofradía solía pedir al cabildo ornamentos y muebles en calidad de préstamo así como la autorización para algunos músicos o servidores de la catedral que poseían dotes con el fin de que tomasen parte en las funciones teatrales, invitándolo a su vez a presenciar las corridas de toros y las representaciones (curiosamente en 1732 se tuvo que acudir a los tribunales a causa de conflictos en la representación el 16 de agosto, día de la fiesta de San Roque, de la historia de San Lorenzo). Todas estas costumbres están plasmadas en varias actas capitulares de los siglos xvii y xviii:

1626 08 13. Máscara de San Roque. Este día los mayordomos de San Roque hicieron relación de la máscara que hicieron dicho día como es costumbre, este día pidieron al cabildo los mayordomos de San Roque se sirviese hacerles Merced de darles ornamentos y otras cosas de la sacristía para adorno de los carros de la máscara. Votose y resolvieron dichos señores se les den los dichos ornamentos excepto el de brocado rico, el verde de brocado y colorado de tela de oro y así mismo no se les den las bandas ricas así de red como de tafetán y esto se haga notorio al sacristán mayor de esta Santa Iglesia para que no exceda de lo que se le ordena.

1628 08 14. Acordaron así mismo que de hoy en adelante no se den ornamentos ni cosa alguna de la sacristía para la máscara del día de San Roque y que cualquiera señor prebendado que lo propusiere tenga de pena de descuento que el cabildo le quisiere poner y ordenaron se cumpla dicho auto irremisiblemente y se haga saber al sacristán mayor y a los mayordomos de San Roque.

1636 08 15. Máscara y fiesta de San Roque. Este día la historia de la fiesta de San Roque que era el triunfo de la imagen y licencia en ocho carros con los más que les seguían de a caballo de los que se habían mostrado más liberales mandó se guardare en el archivo y la llevó el señor deán para ponerla en él.

1648 08 13. El señor deán propuso como mañana dijo que había comedia en la plaza a la fiesta de San Roque y que por experiencia se había reconocido en otras ocasiones que de no estar el cabildo solo y separado de la ciudad y asentados los prebendados por orden de antigüedad solían seguirse inconvenientes así por mezclarse seglares con eclesiásticos como por no se guardar modo en los asientos y haberse quedado muchos capitulares desacomodados que convenía dar medio como estos se remediase y visto por el cabildo le conferido sobre ello se resolvió que los señores magistral y Sotomayor hablen a la ciudad.

1739 08 08. Licencia a un niño para comedias. Leyose memorial de los devotos de San Roque que para hacer una comedia en obsequio del Santo y para ello pide en sede licencia al hijo del arpista para hacer un papel en ellas y se le concedió en esta ocasión y el presente secretario contradijo que para lo adelante se viese en semejantes licencias como perjudiciales al servicio del coro e Iglesia además que con este motivo se echan a perder los niños con la extracción de la capilla y coro.

1751 08 18. Leyose memorial de Benito Ventura González en que por sí y más devotos convida al cabildo para la comedia y toros que honor del glorioso San Roque hacen los sobre dichos y piden las tarimas y más que sea necesario para dicha fiesta.

1761 07 09. Licencia para comedias de San Roque. Leyose memorial de los devotos de San Roque que piden al cabildo se sirva dar permiso para que don Jacobo Raigosa pueda hacer papel en las comedias que este año tienen deliberado representar en la dicha plaza en obsequio de dicho santo. Así mismo pide música y más alhajas que se necesitan para dicho festejo y se les concedió permiso para todo.

Ya entrado el siglo xx, las fiestas en honor al santo serían noticia a causa de un conflicto surgido en la década de 1960. Durante la alcaldía de David Ferrer, quien ostentó el cargo de 1963 a 1970, hubo un año en que el obispo Ángel Temiño Sáiz se opuso a que el día de San Roque tuviese lugar un baile en el Jardín del Posío, celebración que ya se venía realizando tradicionalmente por ser ese día una festividad no solo religiosa sino también local; el motivo de esta oposición se debía a que Temiño consideraba dicho baile como de carácter profano a la vez que un peligro para la moral por el hecho de que en el baile se juntaban hombres y mujeres, llegando a sugerir la posposición de la verbena para que la misma no se mezclase con el acto religioso. La disputa alcanzó tal magnitud que finalmente el santo no tuvo su tradicional ofrenda en la catedral, realizándose la misma, de modo civil, en el salón de plenos del ayuntamiento, seguido del baile en el Posío.

## Descripción

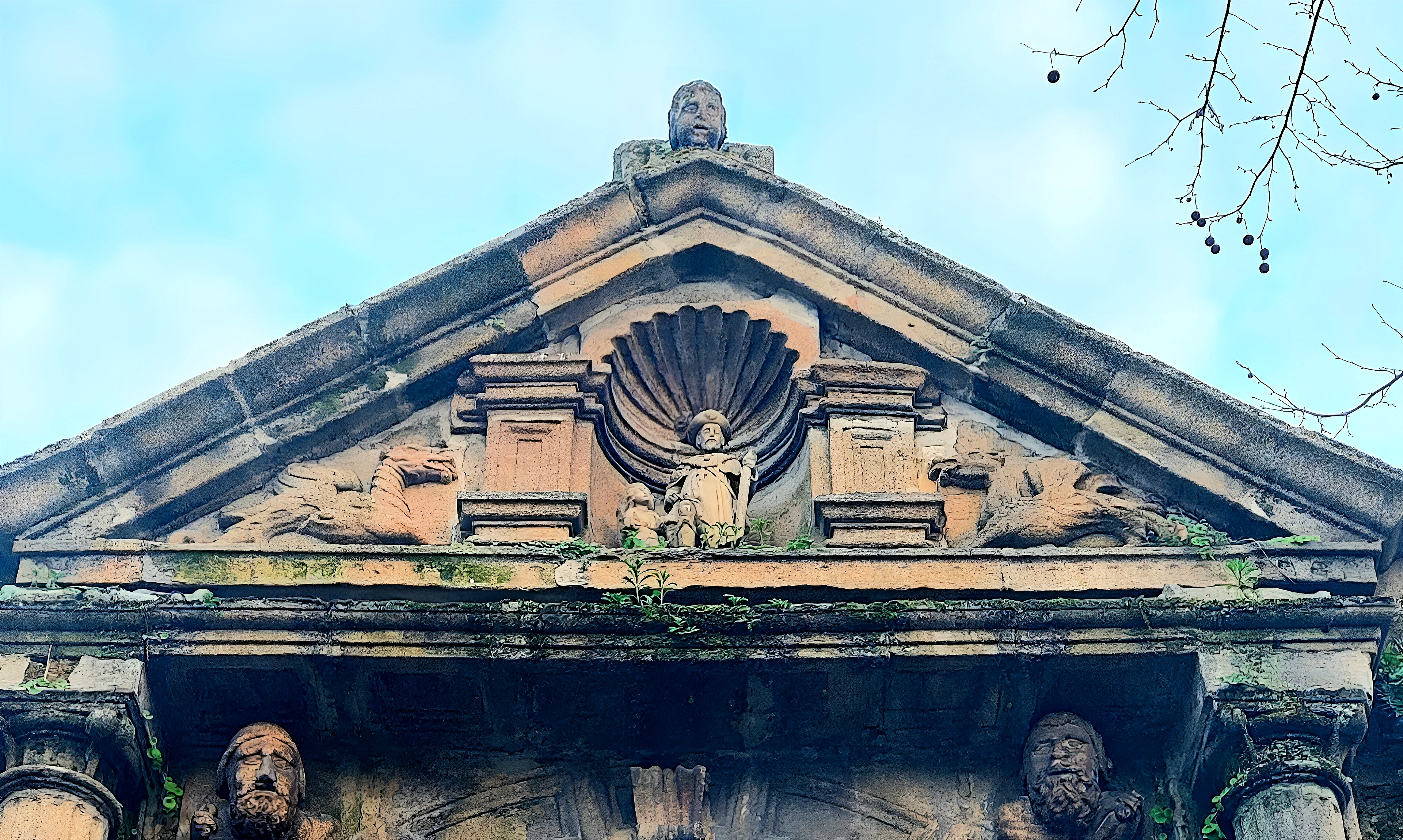
Tímpano de la puerta del desaparecido Hospital de San Roque (anónimo, siglo). Plaza de la Trinidad, Orense.

La imagen, de bulto redondo y 95 cm de altura,: 280  se encuadra en el estilo manierista, aunque preludia el ya floreciente barroco,: 185  y muestra al santo con el rostro alzado (de gran realismo y nivel de maestría teniendo en cuenta que Moure era entonces un escultor novel),: 280  la mano derecha posada sobre el pecho en un gesto declamatorio y la izquierda apoyada en un bastón. La figura, caracterizada por la intensidad de su mirada y la penetración psicológica de su rostro, exhibe una marcada pose helicoidal gracias a que la pierna derecha se encuentra adelantada en un notable contrapposto, mostrando una llaga en el muslo. Junto a él, a su derecha, se sitúa un ángel aplicando bálsamo en la herida, mientras que a su izquierda se ubica un perro con un pedazo de pan en la boca, todo ello parte de la iconografía típica del santo: 280  (la similitud de la talla de Moure con la imagen pétrea que preside el tímpano de la puerta del desaparecido Hospital de San Roque implica la posibilidad de que el artista la tomase como modelo, principalmente en lo relativo a la pose de la pierna derecha y la ubicación del ángel). En palabras del sacerdote mercedario Juan Interián de Ayala:

[...] se toma de su historia, donde se lée, que quando el Santo Joven [...] iba siguiendo las Ciudades de Italia por motivo de peregrinacion, sanando á muchos inficionados de peste con sola la señal de la Santa Cruz, sucedió que muchos, por parecerles que era aquel un hombre desconocido, y despreciable, le injuriaron, y trataron contumeliosamente, á que se añadió que en una riña, ó debate, le hirieron con una flecha en el muslo, y que así estuvo echado debaxo de un arbol, destituido de todo socorro humano. Pero Dios que tenia cuidado de él, hizo (dicen) que cada dia fuera allá un perro, ofreciéndole un pan tomado de la mesa de un rico.: 121 

En lo tocante a la vestimenta, luce el clásico atuendo de peregrino, compuesto de sayo, bordón, capa, botas, un collar de cuentas del que cuelga una cruz y un sombrero de ala ancha decorado con una concha de vieira, esto último por contaminación con la iconografía de Santiago;: 280  el manto se cierra sobre el cuello y se abre a la altura del pecho provocando una cascada de pliegues verticales, los de los brazos en forma de S, rasgo característico del último tercio del siglo xvi que en el caso de la imagen de Moure tiene un claro precedente en la obra de Juan de Juni,: 280  si bien la presencia de claroscuros producto de oquedades presagia el barroco que el escultor impregnaría en su posterior producción, destacando en este apartado la imagen de San Bartolomé venerada en la Iglesia de Santa María de Beade. Calificada por la historiadora María Dolores Vila Jato de sorprendente «por su perfección y belleza», la imagen adquiriría gran fama y llegaría incluso a ser replicada numerosas veces,: 270  si bien la talla de San Mauro conservada en la Capilla del Santo Cristo de la catedral es la que los expertos consideran la obra maestra de Moure.: 83 

## Legado
El santo ostenta en Orense el patronazgo de la Policía Local, cuya corporación porta en andas su imagen el día de su festividad y la conduce por los alrededores de la catedral (entre ellos la plaza mayor), efectuando una parada en la cercana Iglesia de Santa Eufemia; para la ocasión la talla es engalanada con una capa con esclavina, colocándosele en la mano izquierda un bastón de plata y el primer racimo de uvas a modo de rogativa para la obtención de una buena cosecha. Considerado en la ciudad como el más apiadado de los pobres y desamparados, San Roque cuenta en Orense con un total de cuatro imágenes de gran valor histórico y artístico, siendo la talla conservada en la catedral la más importante por ser la primera pieza documentada de Moure además de por ser la más antigua de todas.

## Galería de imágenes

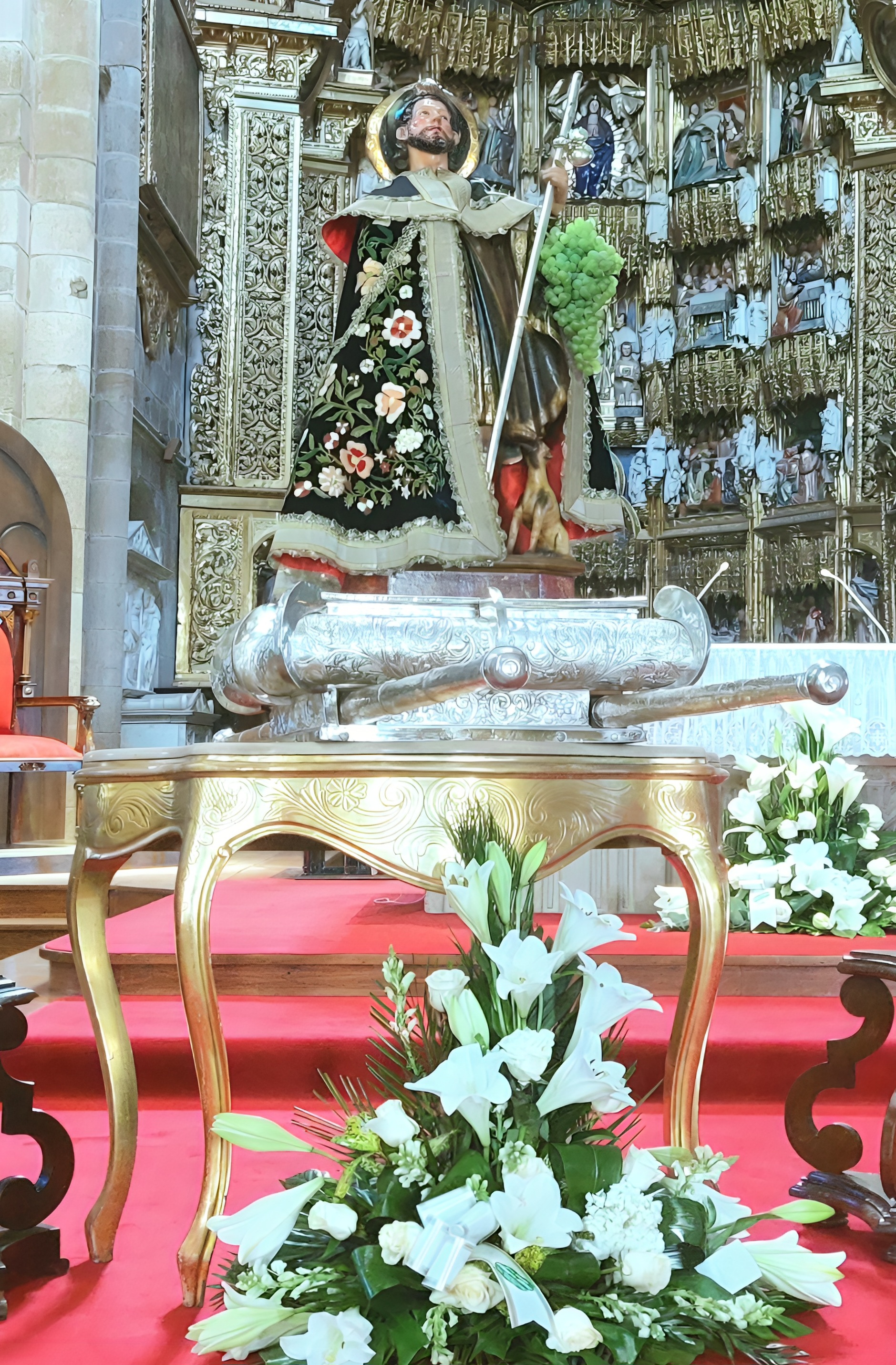
La imagen engalanada en el presbiterio de la catedral.
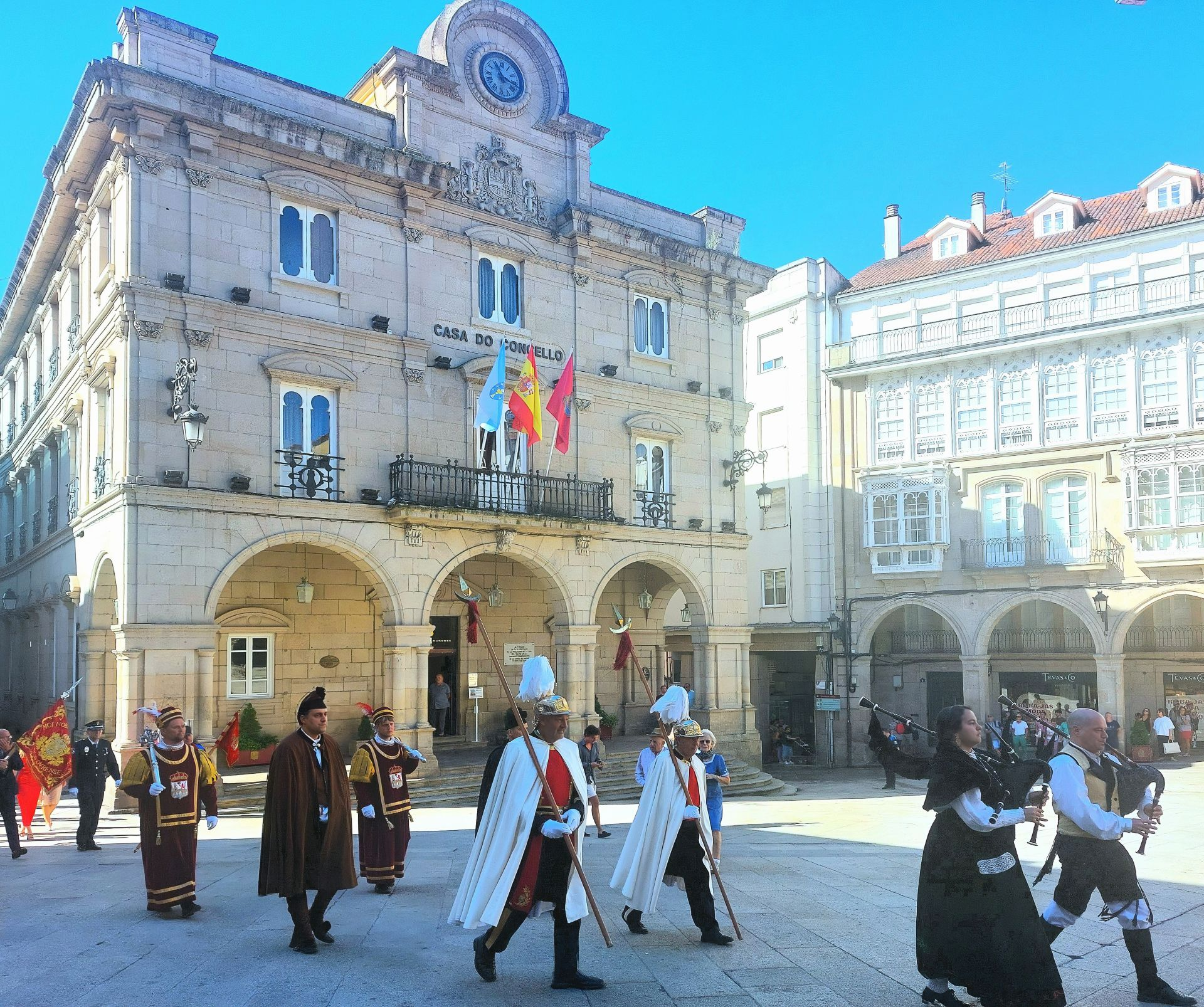
Inicio de la procesión en honor al santo en la plaza mayor.
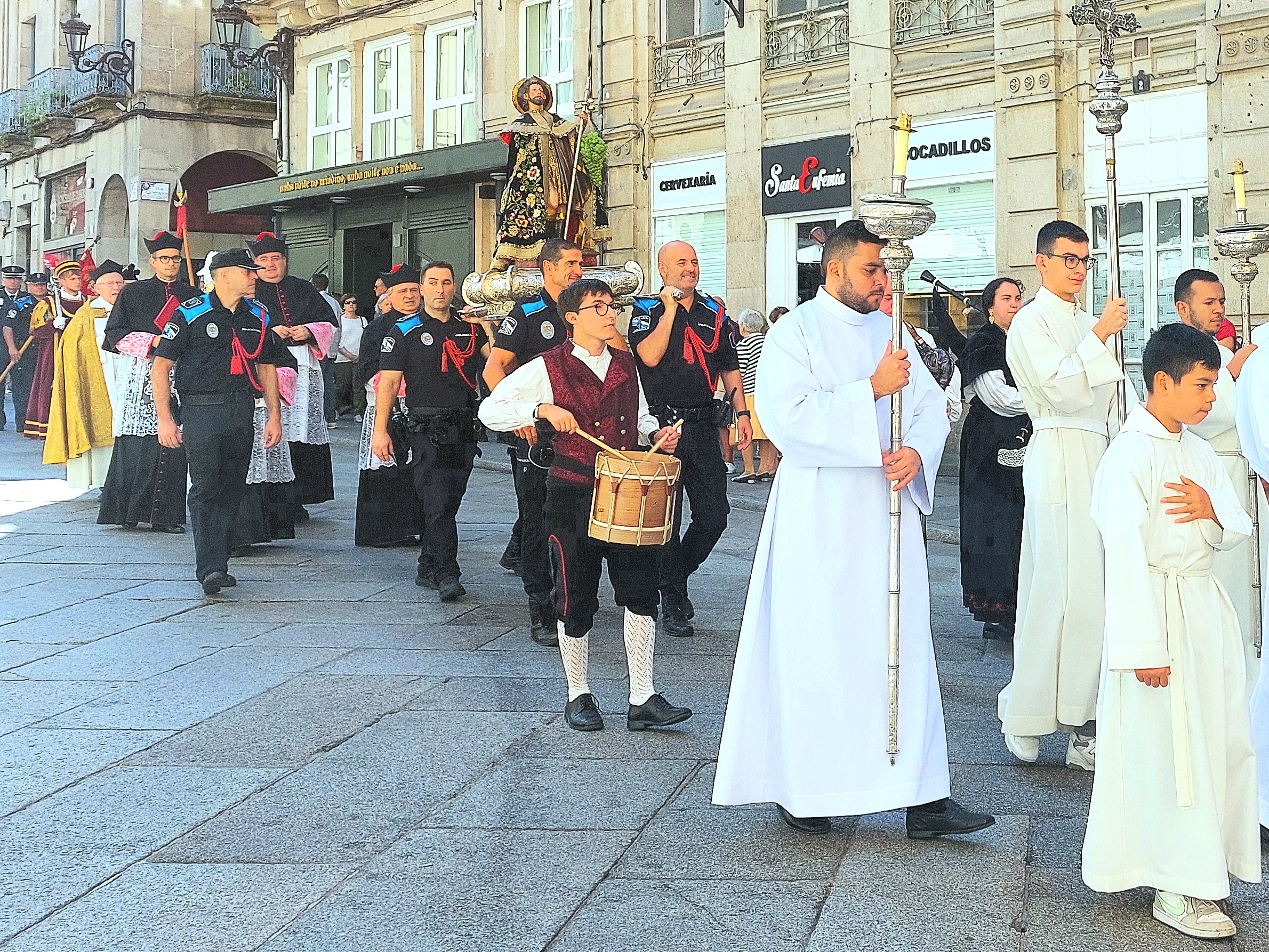
Miembros de la Policía Local portando en andas la imagen rumbo a la Iglesia de Santa Eufemia.
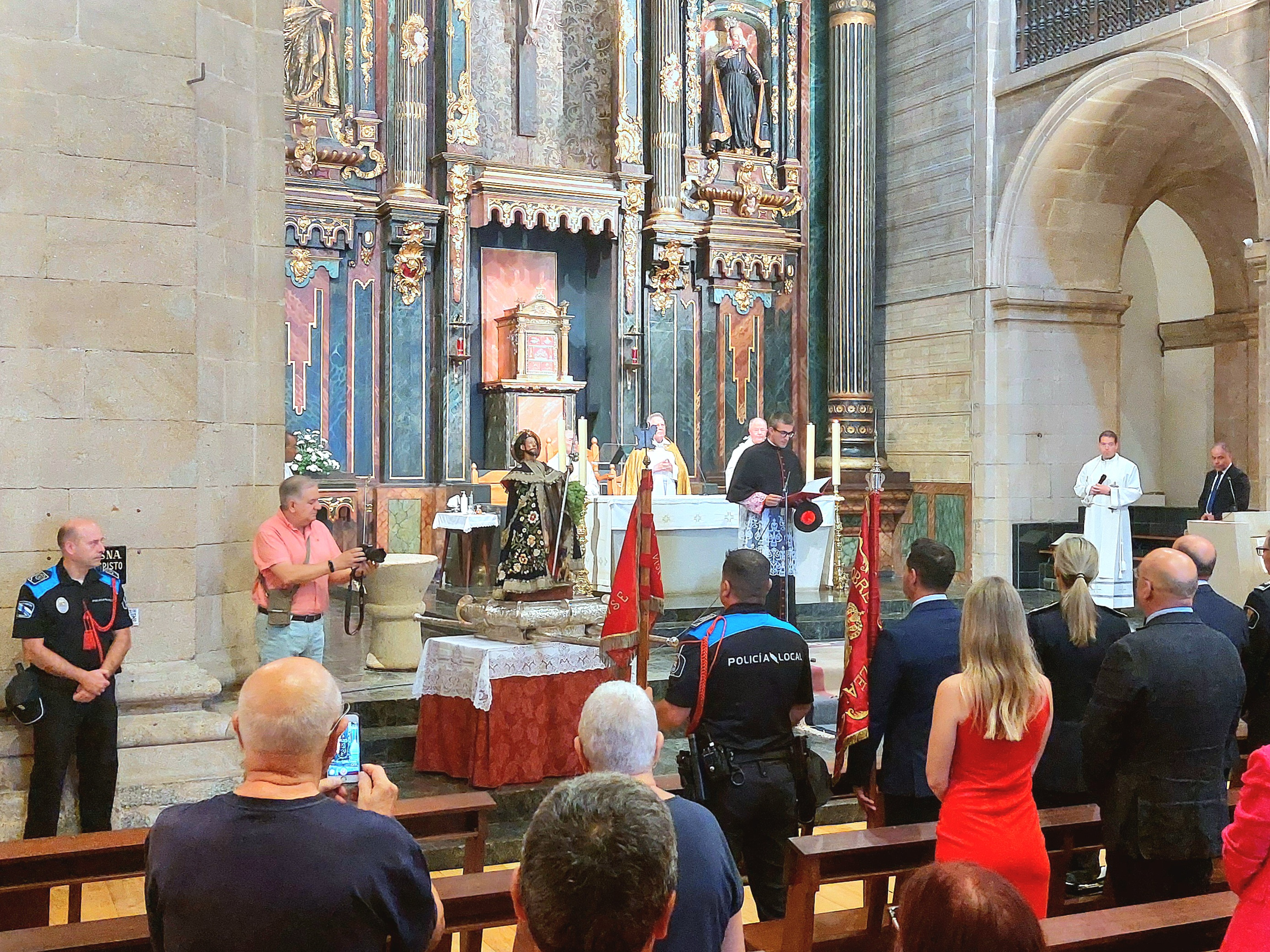
La imagen en el presbiterio de la Iglesia de Santa Eufemia.